# Pietrapertosa
Pietrapertosa é uma comuna italiana da região da Basilicata, província de Potenza, com cerca de 1.314 habitantes. Estende-se por uma área de 67 km², tendo uma densidade populacional de 20 hab/km². Faz fronteira com Accettura (MT), Albano di Lucania, Campomaggiore, Castelmezzano, Cirigliano (MT), Corleto Perticara, Gorgoglione (MT), Laurenzana.
Pertence à rede das Aldeias mais bonitas de Itália.

## Demografia
| Variação demográfica do município entre 1861 e 2011                               |
|                                                                                   |
| Fonte: Istituto Nazionale di Statistica (ISTAT) - Elaboração gráfica da Wikipedia |